# تاراكان
مدينة تاراكان (بالإندونيسية: Tarakan)‏ هو المدينة الوحيدة في محافظة كالمنتان الشمالية، اندونيسيا وكذلك مدينة أغنى 17 في اندونيسيا. هذه المدينة تبلغ مساحتها 657.33 كيلومترا مربعا، وفقا لبيانات من السكان وتنظيم الأسرة المدنية تاراكان المدينة في عام 2010 يبلغ عدد سكانها ما يقرب من 193069 شخص، وتقع على جزيرة صغيرة تقع شمال شرق كاليمانتان.
هو شعار مدينة تاراكان تاراكان «كالة الاستخبارات الاستراتيجية» سيتي (نظيفة وآمنة، جميلة، بالصحة والرخاء).